# ATI Technologies
ATI Technologies Inc., anomenada comunament ATI, era una corporació canadenca de tecnologia de semiconductors amb seu a Markham, Ontario, especialitzada en el desenvolupament d'unitats de processament gràfic i chipsets. Fundada el 1985, l'empresa va cotitzar públicament el 1993 i va ser adquirida per AMD el 2006. Com a important empresa de semiconductors sense fabricació o sense fables, ATI va dur a terme investigació i desenvolupament a casa i va externalitzar la fabricació i el muntatge dels seus productes. Amb la caiguda i l'eventual fallida de 3dfx l'any 2000, ATI i el seu principal rival Nvidia van sorgir com els dos actors dominants en la indústria dels processadors gràfics, i finalment van obligar a altres fabricants a ocupar un lloc de nínxol.
L'adquisició d'ATI l'any 2006 va ser important per al desenvolupament estratègic d'AMD de la seva generació de processadors d'ordinador Fusion, que integrava capacitats generals de processament amb funcions de processament gràfic dins d'un xip. Des del 2010, els productes de processadors gràfics d'AMD han deixat d'utilitzar la marca ATI.

## Història
Lee Ka Lau, Francis Lau, Benny Lau i Kwok Yuen Ho van fundar ATI el 1985 com a Array Technology Inc. Treballant principalment en el camp dels OEM, ATI va produir targetes gràfiques integrades per a fabricants de PC com IBM i Commodore. El 1987, ATI s'havia convertit en un minorista independent de targetes gràfiques, introduint aquell any les línies de productes de targetes EGA Wonder i VGA Wonder. A principis dels noranta, van llançar productes capaços de processar gràfics sense CPU: el maig de 1991, el Mach8, el 1992 el Mach32, que oferia una amplada de banda de memòria millorada i una acceleració de la GUI. ATI Technologies Inc. va sortir a borsa l'any 1993, amb accions cotitzades al NASDAQ i a la Borsa de Toronto.
El 24 de juliol de 2006, un anunci conjunt va revelar que AMD adquiriria ATI en un acord valorat en 5.600 milions de dòlars. L'adquisició es va tancar el 25 d'octubre de 2006 i va incloure més de 2.000 milions de dòlars finançats amb un préstec i 56 milions d'accions d'AMD. Les operacions d'ATI van passar a formar part de l'AMD Graphics Product Group (GPG), i el CEO d'ATI, Dave Orton, es va convertir en el vicepresident executiu de negocis visuals i multimèdia d'AMD fins a la seva dimissió el 2007. La direcció d'alt nivell es va reorganitzar amb el vicepresident sènior i director general, i el vicepresident sènior i director general de Consumer Electronics Group, tots dos reportats al director general d'AMD. El 30 d'agost de 2010, John Trikola va anunciar que AMD retiraria la marca ATI pels seus chipsets gràfics a favor del nom AMD.